# Jag finns här för dig
Jag finns här för dig är Anders Glenmarks sjätte studioalbum som soloartist, utgivet 1990 på skivbolaget The Record Station.

## Om albumet
Jag finns här för dig producerades av Glenmark och spelades in 1989 i Polar Studios med Lennart Östlund som ljudtekniker. Albumet mastrades av Peter Dahl i Polar Mastering Service. Skivan designades av Monica Eskedahl och fotografierna togs av Sofia Eriksson. En rad artister medverkade som gästmusiker på skivan, däribland Lisa Nilsson, Orup och Karin Glenmark.
Med Jag finns här för dig fick Glenmark sitt definitiva genombrott. Albumet låg elva veckor på Svenska albumlistan med en andra plats som bästa placering. Från skivan släpptes singlarna "Prinsessor bor någon annanstans", "Hon sa" och "Hon har blommor i sitt hår". De två sistnämnda tog sig in på Svenska singellistan och toppade Svensktoppen.

## Låtlista
Musiken är komponerad av Anders Glenmark och texterna är skrivna av Leif Käck.
1. "Jag finns här för dig" – 4:49
2. "Hon har blommor i sitt hår" – 2:59
3. "Hon sa" – 3:13
4. "Kan du komma till Venedig" – 4:23
5. "Allt som hon sa var sant" – 4:38
6. "Någonting jag vill ha" – 4:37
7. "I all oändlighet" – 4:33
8. "Prinsessor bor någon annanstans" – 3:42
9. "Det var du som var min älskling" – 3:47
10. "Regn & romantik" – 5:04

## Medverkande
Musiker
- Peter Bergström – kontrabas
- Per-Ola Claesson – cello
- Mats Erikson – kontrabas
- Marianne Flynner – bakgrundssång
- Karin Glenmark – bakgrundssång
- Peter Hallström – bakgrundssång
- Zemya Hamilton – bakgrundssång
- Annika Janhagen – cello
- Kayo – sång
- Lisa Nilsson – bakgrundssång
- Orup – bakgrundssång
- Ragne Pettersson – cello
- Tommy Svanström – cello
- Åke Sundqvist – trummor
- Lennart Östlund – tolvsträngad elgitarr

Övriga
- Peter Dahl – mastering
- Sofia Eriksson – foto
- Monica Eskedahl – albumdesign
- Anders Glenmark – producent
- Lennart Östlund – tekniker

## Listplaceringar
| Lista (1990) | Position |
| ------------ | -------- |
| Sverige      | 2        |